# 루브 골드버그 장치

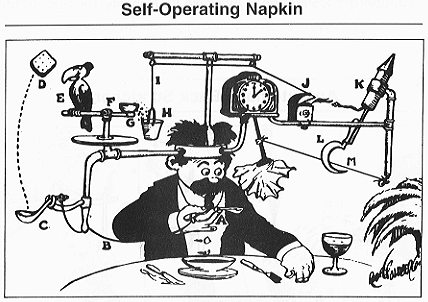
《버츠 교수와 자동 작동 냅킨》(Professor Butts and the Self-Operating Napkin, 1931년). 수프 숟가락(A)이 입으로 올라가면서 줄(B)을 당기고, 이로 인해 국자(C)가 움직이며 크래커(D)를 투칸(E) 옆으로 던진다. 투칸은 크래커를 쫓아 뛰어오르고 횃대(F)가 기울어져 씨앗(G)을 양동이(H)에 쏟아붓는다. 양동이에 추가된 무게가 줄(I)을 당겨 라이터(J)를 열고 점화시키며, 이는 폭죽(K)에 불을 붙여 낫(L)이 줄(M)을 자르게 한다. 이로 인해 냅킨이 부착된 진자가 앞뒤로 흔들리며 턱을 닦는다.

루브 골드버그 장치(Rube Goldberg machine)는 미국의 만화가 루브 골드버그의 이름을 따서 불여진 이을으로,간단한 작업을 간접적이고 (비실용적으로) 지나치게 복잡한 방식으로 수행하도록 의도적으로 설계된 연쇄반응식 기계 또는 장치이다. 일반적으로 이러한 기계들은 일련의 단순하고 서로 관련 없는 장치들로 구성되어 있다. 각 장치의 작동은 다음 장치의 시작을 유발하며, 최종적으로 명시된 목표를 달성하게 된다.
이러한 "기계"의 설계는 보통 종이 위에 제시되며 실제로 구현하는 것은 불가능할 수 있다. 최근에는 이러한 기계들이 오락용으로 완전히 제작되기도 하였다(예를 들어, 《피위의 대모험》에 나오는 아침 식사 장면)과 루브 골드버그 대회에서도 볼 수 있다.

## 기원
이 표현은 미국의 만화가 루브 골드버그의 이름을 따서 명명되었다. 그의 만화는 종종 간단한 작업을 간접적이고 복잡한 방식으로 수행하는 장치들을 묘사했다. 위의 만화 골드버그의 《버츠 교수와 자동 작동 냅킨》(Professor Butts and the Self-Operating Napkin)은 후에 메이나드 프랭크 울프가 루브 골드버그 아카이브에서 편집한 엽서책 《루브 골드버그의 발명품들!》과 하드커버 《루브 골드버그: 발명품》을 포함한 몇몇 책 모음집에 재출간되었다.
"루브 골드버그"라는 용어는 1928년경부터 정교한 장치를 묘사하기 위해 인쇄물에서 사용되기 시작했으며, 1966년 《랜덤 하우스 영어사전》에 "환상적으로 복잡한 즉흥적인 외관을 가진" 또는 "지나치게 복잡하고 비실용적인"이라는 의미로 등장했다. 루브 골드버그 장치는 가까이 있는 도구들을 손질하여 만들어낸 장치이기 때문에, 진화 과정과 병렬성이 그려지기도 했다.
골드버그의 많은 아이디어들은 영화와 TV 쇼에서 이렇게 단순한 작업을 위해 복잡한 장치를 만드는 코믹한 효과를 위해 활용되었는데, 예를 들면 《구니스》의 정문 메커니즘과 《피위의 대모험》에 나오는 아침 식사 기계가 있다. 《어니스트, 감옥에 가다》에서 어니스트 P. 워렐은 단순히 TV를 켜기 위해 발명품을 사용한다. 《치티치티뱅뱅》, 《웨이팅...》의 엔딩 크레딧, 《머니 피트로 다이빙》, 《백 투 더 퓨처》와 같은 다른 영화들도 루브 골드버그 스타일의 장치를 선보였다.
《월리스와 그로밋》의 월리스는 수많은, 종종 사소한 작업과 생산성 향상을 위해 많은 이러한 기계들을 만들고 사용한다(예: 옷 입기). 그러나 이러한 장치들의 영감은 영국 만화가 W. 히스 로빈슨에서 온 것이다.
《요절복통 기계》는 플레이어가 일련의 루브 골드버그 장치를 만드는 비디오 게임 시리즈이다. 보드 게임 《마우스 트랩》은 이러한 장치의 초기 실용적인 예로 언급되기도 했다.

## 대회

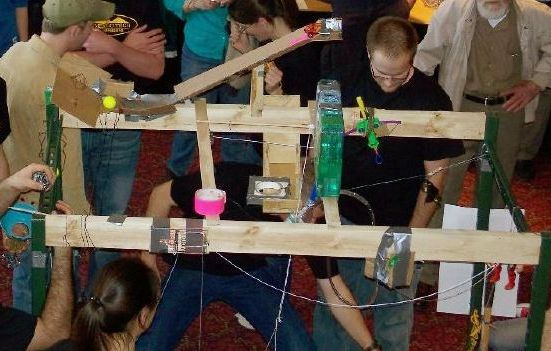
루브 골드버그 장치 설계자들이 뉴멕시코에서 열린 대회에 참가하고 있다.

1987년 초, 인디애나주의 퍼듀 대학교는 전국 공학 친목회인 시타 타우의 파이 지부가 주최하는 연례 전국 루브 골드버그 장치 대회를 시작하였다. 2009년, 시타 타우의 엡실론 지부는 캘리포니아 대학교 버클리 캠퍼스에서 유사한 연례 대회를 설립하였다.
1997년경부터, 키네틱 아티스트 아서 간슨은 매사추세츠주 케임브리지에 있는 MIT 박물관이 후원하는 연례 "추수감사절 이후 금요일"(Friday After Thanksgiving, FAT) 대회의 사회자를 맡아왔다. 참가 팀들은 대형 체육관 주변에 배치된 테이블 위에 정교한 루브 골드버그 스타일의 연쇄 반응 기계를 제작한다. 각 장치는 줄로 이전 기계와 다음 기계에 연결된다. 첫 번째 줄을 의식적으로 당기면, 이어지는 사건들이 클로즈업으로 비디오 녹화되며, 동시에 대형 스크린에 투사되어 현장 관객들이 볼 수 있게 된다. 전체 연쇄 이벤트가 끝나면, 다양한 카테고리와 연령 수준에 따라 상이 수여된다. 이전 몇 년간의 대회 영상들은 MIT 박물관 웹사이트에서 볼 수 있다.
체인 리액션 콘트랩션 콘테스트는 펜실베이니아주 피츠버그의 카네기 과학 센터에서 주최하는 연례 행사로, 고등학교 팀들이 각각 20단계 이상(크기, 타이밍, 안전성 등에 관한 추가 제약 조건 포함)으로 어떤 간단한 작업(매년 변경됨)을 완수하는 루브 골드버그 장치를 제작한다.
TV 쇼 《푸드 네트워크 챌린지》에서, 2011년 경쟁자들은 한 번 설탕으로 루브 골드버그 장치를 만들어야 했다.
과학 올림피아드에서 '미션 파서블'이라 불리는 이벤트는 학생들이 특정 일련의 작업을 수행하기 위해 루브 골드버그와 같은 장치를 제작하는 것을 포함한다.
루브 골드버그 회사는 연례 루브 골드버그 장치 대회를 개최한다.

## 같이 보기
- 진도구
- 코그 (광고)
- 도미노 효과
- 《파이널 데스티네이션》, 등장인물의 죽음을 위한 복잡한 루브 골드버그 장치 스타일의 인과관계 연쇄를 특징으로 하는 공포 영화 시리즈
- 자이로 기어루스
- 클러지